# Burgwall Feldhusen
Der Burgwall von Feldhusen, einem Ortsteil der Gemeinde Dassow im Landkreis Nordwestmecklenburg, befindet sich nordöstlich des Ortes auf dem sogenannten Schlossberg. Es handelt sich um einen kreisrunden Burgwall, der auch als „Harkenwall“ bezeichnet wird. Er lag in einer Niederung in der Nähe des Deipsees und war so auf natürliche Weise gegen schnelle Angriffe gesichert. Die Burganlage dürfte aus der mittel- bis jungslawischen Zeit des 10. bis 12. Jahrhunderts stammen. Sie lag im Stammesgebiet der Obodriten und war der befestigte Sitz eines lokalen Adligen. Es gibt auch eine alte Sage zu der Anlage. Klaus Störtebeker soll im Burgwall Zuflucht gesucht haben, angeblich sollen hier seine geraubten Schätze versteckt liegen.